# Cartuja San José

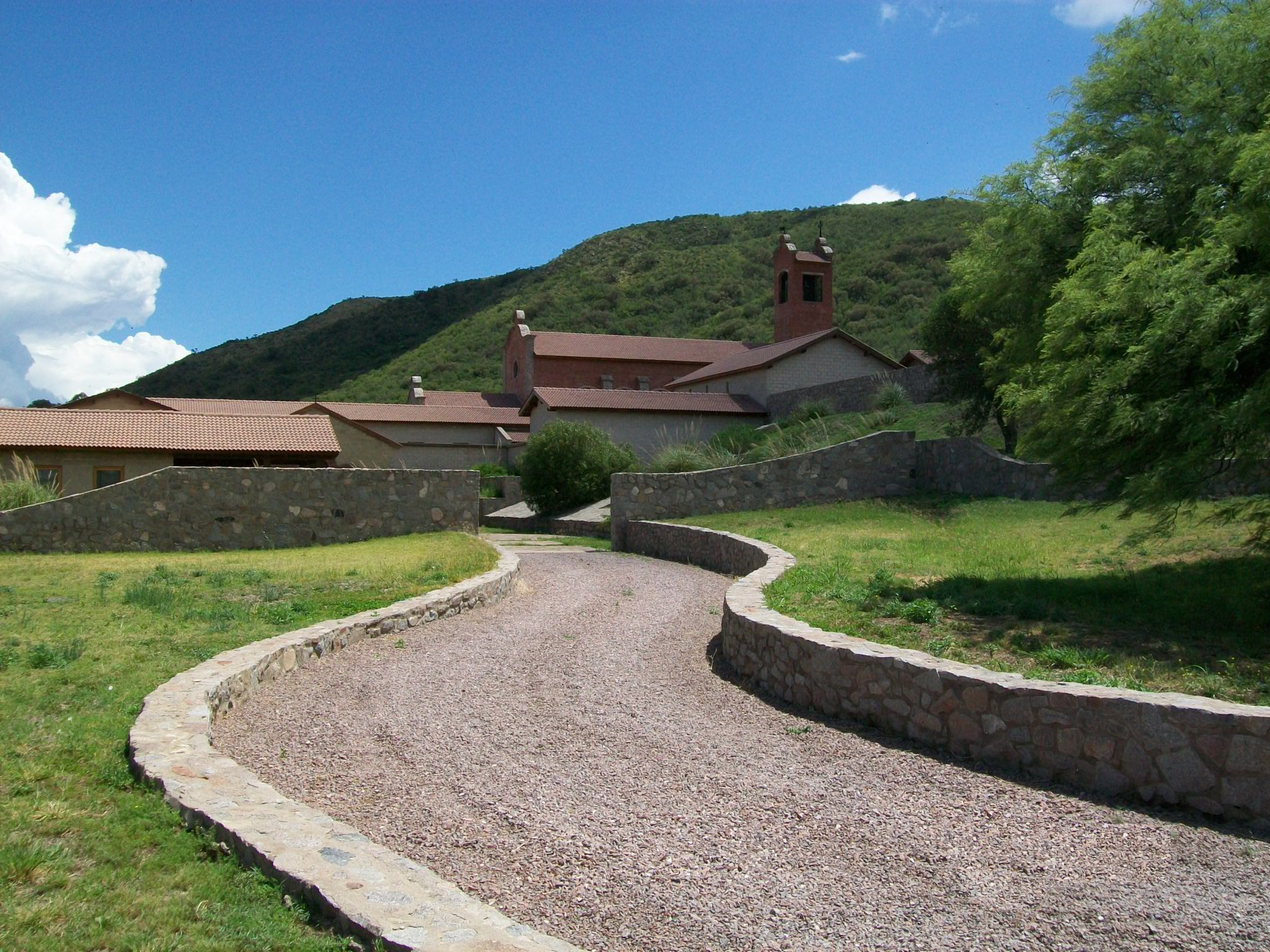
Einfahrt zur Kartause

Die Cartuja de San José (Kartause des heiligen Josef) ist ein Kloster des kontemplativen Kartäuserordens in der Nähe der Stadt Deán Funes in der Provinz Córdoba in Argentinien. Die Kartause ist das dritte derartige Kloster in den amerikanischen Subkontinenten und die jüngste Gründung in Lateinamerika.

## Geschichte
Der Gedanke, eine Kartause in Argentinien zu gründen, entstand im Jahr 1995, nachdem bis dahin Postulanten aus Argentinien nach Europa gehen mussten. 1997 wurde das Projekt vom Generalkapitel des Ordens gebilligt und seither von der argentinischen Bischofskonferenz gefördert. Im selben Jahr unternahmen drei Kartäusermönche aus Argentinien, Spanien und Deutschland die Suche nach einem geeigneten Ort und wurden im Campo de la Trinidad rund zehn Kilometer von Deán Fuentes fündig.

## Bauten und Anlage
Die Anlage wurde von dem Architekten Federico Shanahan geplant, der sich an bestehenden Kartausen in Europa orientierte. Im Oktober 1998 wurde ein Teil des Komplexes bezogen. Die Einweihung der fertiggestellten Kartause erfolgte am 19. März 2004 (dem St.-Josefs-Tag). Diese umfasst u. a. 22 Mönchszellen, eine Kirche, mehrere Kapellen, ein Refektorium, den Kapitelsaal und ein Gästehaus für Angehörige.